# Sisak
Sisak ([sǐːsak], en húngaro: Sziszek [ˈsisɛk]) es una ciudad de Croacia central. Es el centro administrativo del condado de Sisak-Moslavina. Sisak está localizada en la confluencia de los ríos Kupa, Sava y Óder, 57 km al sureste de la capital croata, Zagreb.

## Geografía
En Sisak comienza Posavina en la cuenca del Sava, con una elevación de 99 m sobre el nivel del mar.
Sisak tiene el puerto fluvial más grande de Croacia y es el centro de la industria naval (Dunavski Lloyd). Sisak está en la carretera principal de Zagreb-Sisak-Petrinja (M12.2) y del ferrocarril Zagreb-Sisak-Sunja.

## Historia
La larga historia de Sisak, alrededor de 2500 años, se debe a su posición favorable en la confluencia de tres ríos, el Sava, el Kupa y el Odra. Durante el Imperio romano la ciudad fue conocida como Siscia, teniendo una gran importancia hasta el punto de albergar una ceca imperial que emitió moneda desde el 262 hasta el 383. El mártir cristiano san Quirino fue asesinado cerca de Siscia. Actualmente es el santo patrón de la ciudad.
En el 388 fue el escenario de una batalla entre las tropas de Teodosio I, emperador de Oriente, y las de Magno Máximo, que había tomado el poder en la parte occidental del Imperio romano tras expulsar a Valentiniano II, siendo derrotadas las de este último. Esta batalla junto a la de Poetovio acabarían con el reinado de Máximo y darían la hegemonía imperial a Teodosio.
La fortaleza triangular del siglo XVI de la ciudad vieja, está bien conservada y es el principal destino turístico. La fortaleza es famosa por la victoria de las fuerzas coaligadas croatas y eslovenas sobre los turcos en 1593, conocida como la batalla de Sisak. Fue la primera derrota significativa del ejército turco en territorio europeo.
El palacio barroco de Mali Kaptol, el clasicista Veliki Kaptol, el puente Stari most ("viejo puente") sobre el Kupa, y el parque etnológico, son los lugares más visitados.
Durante la Segunda Guerra Mundial, Sisak tuvo un campo de concentración que formaba parte del campo de concentración de Jasenovac, donde serbios, gitanos y judíos fueron asesinados en masa. El campo de concentración de Sisak, que fue formado especialmente y solo para niños, formaba parte del complejo del campo de concentración de Jasenovac.

## Miscelánea
Las ocupaciones principales son la agricultura, metalurgia del hierro, productos químico, calzado, textiles, bebidas alcohólicas e industria alimentaria, materiales de construcción, refinería de y energía hidroeléctrica.
La ciudad alberga la Facultad de metalurgia de la Universidad de Zagreb y la Facultad de Náutica.
Sisak tiene muchos manantiales con propiedades curativas (spas) con una temperatura de 42 a 54 °C.
Hay una playa pública en el Kupa. En todas los ríos hay pesca y se puede cazar en las regiones de Turopolje y Posavina. Sisak es el puerto de partida de los tours en Lonjsko Polje, parque natural del río Lonja.
El club de fútbol local es el NK Segesta.

## Demografía
| Gráfica de evolución de Sisak entre 1857 y |
|                                            |

## Ciudades hermanadas
Sisak está hermanada con las siguientes ciudades:
- Aalst (Bélgica)
- Maguilov (Bielorrusia)
- Mittweida (Alemania)
- Mytishchi (Rusia)
- Nowy Sącz (Polonia)
- Panevėžys (Lituania)
- Prešov (Eslovaquia)
- Gabrovo (Bulgaria)
- Şəki (Azerbaiyán)
- Thun (Suiza)